# 温彻斯特镇区 (俄亥俄州亚当斯县)
温彻斯特镇区是美国俄亥俄州亚当斯县的一个镇区，2010年美国人口普查时有 2,208人居住在该镇区，其中1,157人住在未建制社区。 
俄亥俄州仅有这一个温彻斯特镇区。

## 地理
温彻斯特镇区位于亚当斯县西北，与以下镇区接壤：
- 高地县杰克逊镇区 - 北
- 斯科特镇区 - 东
- 韦恩镇区 - 南
- 布朗县杰克逊镇区 - 西南
- 布朗县伊格尔镇区 - 西北

温彻斯特位于该镇区。

## 历史
温彻斯特镇区建于1838年。

## 政府
镇区有3人组成的理事会管理。理事会理事选举在奇数年11月举行，并在来年1月1日开始四年任期。两名理事的选举在总统选举后一年举行，另一名的选举在总统选举前一年举行。镇区财务官亦由选举产生，与一名镇区理事选举同时举行，不过在来年4月1日才开始四年任期。若财务官或理事职位有空缺，将由剩余理事填补。